# Gmina związkowa Diez
Gmina związkowa Diez (niem. Verbandsgemeinde Diez) – gmina związkowa w Niemczech, w kraju związkowym Nadrenia-Palatynat, w powiecie Rhein-Lahn. Siedziba gminy związkowej znajduje się w mieście Diez.

## Podział administracyjny
Gmina związkowa zrzesza 23 gminy, w tym jedną gminę miejską (Stadt) oraz 22 gminy wiejskie:
1. Altendiez
2. Aull
3. Balduinstein
4. Birlenbach
5. Charlottenberg
6. Cramberg
7. Diez
8. Dörnberg
9. Eppenrod
10. Geilnau
11. Gückingen
12. Hambach
13. Heistenbach
14. Hirschberg
15. Holzappel
16. Holzheim
17. Horhausen
18. Isselbach
19. Langenscheid
20. Laurenburg
21. Scheidt
22. Steinsberg
23. Wasenbach